# Dubosiekowo (przystanek kolejowy)
Dubosiekowo (ros. Дубосеково) – przystanek kolejowy w miejscowości Dubosiekowo, w rejonie wołokołamskim, w obwodzie moskiewskim, w Rosji. Położony jest na linii Moskwa – Siebież.
6 listopada 1941 obok Dubosiekowa, będącego wówczas mijanką, rozegrała się bitwa 28 czerwonoarmistów z nacierającymi na Moskwę niemieckimi wojskami pancernymi. Przebieg walk został w znacznym stopniu zmyślony przez sowieckich dziennikarzy i wykorzystany propagandowo, stając się znany w całym ZSRR.